# Choi Bo-kyung
Đây là một tên người Triều Tiên, họ là Choi.
Choi Bo-Kyung  (tiếng Hàn: 최보경; Hanja: 崔普慶; sinh ngày 12 tháng 4 năm 1988) là một cầu thủ bóng đá Hàn Quốc thi đấu ở vị trí hậu vệ cho Jeonbuk Hyundai Motors ở K League 1.

## Danh hiệu
Ulsan Hyundai
- Giải vô địch bóng đá các câu lạc bộ châu Á (1): 2012

Jeonbuk Hyundai Motors
- K League 1 (1): 2014